# Condado de Merrick
O Condado de Merrick é um dos 93 condados do estado norte-americano de Nebraska. A sede do condado é Central City, que é também a sua maior cidade. O condado tem uma área de 1282 km² (dos quais 26 km² estão cobertos por água), uma população de 8204 habitantes, e uma densidade populacional de 7 hab/km² (segundo o censo nacional de 2000). Foi fundado em 1858 e recebeu o seu nome em homenagem a Elvira Merrick, nome de solteira da mulher do legislador territorial Henry W. DePuy, que introduziu a carta de criação do condado.